# Збройні сили Саудівської Аравії
 Збройні сили Саудівської Аравії  — сукупність військ Саудівської Аравії, обов'язком яких є захист свободи, незалежності та територіальної цілісності Королівства. До складу збройних сил Саудівської Аравії входять: сухопутні війська, військово-морські сили, військово-повітряні сили, війська протиповітряної оборони, стратегічні ракетні сили, національна гвардія, війська спеціального призначення. На постійній службі в лавах збройних сил Саудівської Аравії знаходиться ~ 200 000 осіб. Станом на 2005 рік сухопутні війська складалися з 75 000 осіб; військово-повітряні сили включали 18 00 осіб; війська протиповітряної оборони складалися з 16 000 осіб; військово-морські сили — 15,500, в тому числі 3 000 морських піхотинців; національна гвардія — 75 000 осіб.
У СВ Саудівської Аравії служить приблизно 70 000 людей. Основне призначення, це захист кордонів, безпека всередині та ззовні країни. Боротьба з небезпекою, яка зважаючи на регіон може виникнути. Озброєння:
- Танк — 1082 одиниці
- БМП — 693 одиниці
- БТР — 8593 одиниці
- ББМ(бойові броньовані машини) — 3209 одиниць
- Медичні ББМ — понад 100
- РСЗВ — 122 одиниці
- САУ — 705 одиниць
- Гаубиці — 1818 одиниць.

Незважаючи на скромні розміри, абсолютно вся техніка нова і сучасна

## Повітряні сили
Саудівська Аравія володіє найсучаснішими ПС серед арабських країн[джерело?]. ПС Саудівської Аравії складається майже з 300 бойових літаків. ПС Саудівської Аравії має найбільшу кількість винищувачів F-15s після ПС США та Японії. Чисельність близько 20 000 солдатів.
Озброєння:
- Багатофункціональний винищувач — 84 одиниці
- Винищувач-бомбардувальник — 139 одиниць
- Багатоцільовий винищувач — 161 одиниця
- Навчальний винищувач — 26 одиниць
- Літак ДРЛО — 5 одиниць
- Багатоцільовий вертоліт — 62 одиниці
- Транспортний вертоліт — 8 одиниць
- Навчальний літак — 68 одиниць.

## Військова промисловість
Переважна більшість військового обладнання Саудівської Аравії імпортується із західного світу. З 1951 по 2006 рік Сполучені Штати продали саудівській армії військової техніки на суму понад 80 мільярдів доларів. У 2013 році військові витрати Саудівської Аравії зросли до 67 мільярдів доларів, обігнавши витрати Великої Британії, Франції та Японії та посівши четверте місце у світі. Велика Британія також є основним постачальником військової техніки до Саудівської Аравії з 1965 року. З 1985 року Велика Британія постачає військові літаки — зокрема, бойові літаки Tornado та Eurofighter Typhoon — та інше обладнання в рамках довгострокової угоди про постачання озброєнь «Аль-Ямама», вартість якої до 2006 року оцінювалася в 43 мільярди фунтів стерлінгів і, як вважається, коштувала ще 40 млрд фунтів стерлінгів. У 2012 році британський оборонний гігант BAE уклав угоду на 1,9 млрд фунтів стерлінгів (3 млрд доларів) на поставку навчально-тренувальних літаків Hawk в Саудівську Аравію.
За даними Стокгольмського міжнародного інституту дослідження проблем миру, у 2010—2014 роках Саудівська Аравія стала другим за величиною імпортером зброї у світі, придбавши в чотири рази більше основних видів озброєнь, ніж у 2005—2009 роках. Найбільшими складовими імпорту у 2010—2014 роках були 45 бойових літаків із Великої Британії, 38 бойових вертольотів із США, чотири літаки-заправники з Іспанії та понад 600 броньованих машин з Канади. Саудівська Аравія отримала 41 % британського експорту озброєнь у 2010-14 роках. Тільки у 2015 році Франція дозволила продати зброю Саудівській Аравії на 18 мільярдів доларів. Угода з Саудівською Аравією на суму 15 мільярдів доларів вважається найбільшою в історії Канади. У 2016 році Європейський парламент вирішив тимчасово запровадити ембарго на постачання зброї до Саудівської Аравії через страждання цивільного населення Ємену від конфлікту з Саудівською Аравією. У 2017 році Саудівська Аравія підписала угоду про постачання озброєнь зі США на суму 110 мільярдів доларів. Саудівська Аравія є найбільшим покупцем зброї у Великій Британії: з моменту початку очолюваної Саудівською Аравією кампанії в Ємені вона придбала зброї на суму понад 4,6 мільярда фунтів стерлінгів. Згідно зі звітом Міністерства міжнародних справ Канади, у 2019 році Саудівській Аравії було продано рекордну кількість військової техніки, незважаючи на погану ситуацію з правами людини в цій країні.
Після вбивства Джамаля Хашоггі 25 жовтня 2018 року Європейський парламент ухвалив необов'язкову до виконання резолюцію, яка закликала країни ЄС запровадити загальноєвропейське ембарго на постачання зброї до Саудівської Аравії. Німеччина стала першим західним урядом, який призупинив майбутні збройні угоди з королівством після того, як Ангела Меркель заявила, що «експорт зброї не може здійснюватися в нинішніх умовах».
Бойова машина піхоти Al-Fahd і бронетранспортер Al-Faris 8–400, що використовуються саудівськими сухопутними військами, були виготовлені компанією Abdallah Al Faris Company for Heavy Industries, розташованою в Даммамі. Крім того, бронемашини Al-Kaser і Al-Mansour, а також бронетранспортер MRAP Al-Masmak, який має дуже високий рівень захисту, виготовлені в Саудівській Аравії. Ashibl 1 і Ashibl 2 — бронемашини саудівського виробництва, що використовуються Королівськими сухопутними військами Саудівської Аравії та елітним підрозділом спеціальних операцій королівства — 85-м батальйоном. Саудівська Аравія також презентувала нову броньовану машину Tuwaiq MRAP. Saudi Arabian Military Industries підписала Меморандум про взаєморозуміння з Рособоронекспортом щодо виробництва в країні протитанкового керованого ракетного комплексу 9M133 Корнет-EM, перспективної реактивної системи залпового вогню ТОС-1A, автоматичних станкових гранатометів АГС-30 з гранатами та автомата Калашникова АК-103.